# برنل
برنل (به فرانسوی: Brenelle) یک کمون در فرانسه است که در ان (ا-دو-فرانس) واقع شده‌است. برنل ۴٫۳۴ کیلومتر مربع مساحت دارد ۱۵۰ متر بالاتر از سطح دریا واقع شده‌است.